# Ergilio Hato
Pour les articles homonymes, voir Hato.
Ergilio Pedro Hato (né le 7 novembre 1926 à Willemstad à Curaçao, et mort le 18 décembre 2003 dans la même ville) est un joueur de football néerlandais (international curacien) qui évoluait au poste de gardien de but.
Il était connu sous le surnom de Pantera Negra (panthère noire).

## Biographie

### Carrière en club
Il évolua durant toute sa carrière au CRKSV Jong Holland. Bien qu'il fût réputé dans les Caraïbes et ailleurs, il refusa toujours de devenir footballeur professionnel.

### Carrière en sélection
Hato participa aux Jeux olympiques 1952, où il disputa le match contre la Turquie lors du premier tour. Il encaissa les deux buts de la défaite des Antilles néerlandaises (1-2) qui furent éliminées d'entrée. Par ailleurs, il obtint avec sa sélection la médaille de bronze lors des Jeux panaméricains de Mexico en 1955 derrière l'Argentine et le Mexique. Il disputa aussi deux matchescomptant pour les éliminatoires de la Coupe du monde de 1958 où sa sélection échoua au 1er tour.

### Postérité
En son honneur, on baptisa le stade de Willemstad d'une capacité de 15 000 places, le Stade Ergilio Hato.